# Животные
Живо́тные (лат. Animalia) — традиционно (со времён Аристотеля) выделяемая категория организмов, в настоящее время рассматриваемая в качестве биологического царства. Животные являются основным объектом изучения зоологии.
Животные относятся к эукариотам (в клетках имеются ядра). Классическими признаками животных считаются: гетеротрофность (питание готовыми органическими соединениями) и способность активно передвигаться. Впрочем, существует немало животных, ведущих прикреплённый образ жизни, а гетеротрофность свойственна грибам и некоторым растениям-паразитам.
При этом ранее к этому царству относили многих гетеротрофных протистов и делили животных на подцарства: одноклеточные Protozoa и многоклеточные Metazoa. Сейчас название «животные» в таксономическом смысле закрепилось за многоклеточными. В таком понимании животные как таксон имеют более определённые признаки — для них характерны оогамия, многотканевое строение, наличие как минимум двух зародышевых листков, стадий бластулы и гаструлы в зародышевом развитии. У подавляющего большинства животных есть мышцы и нервы, а не имеющие их группы — губки, пластинчатые, мезозои, книдоспоридии — возможно, лишились их вторично.
В настоящее время (Zhang, 2013) учёными описано более 1,6 млн видов животных (включая более 133 тыс. ископаемых видов; Zhang, 2013), большинство из которых составляют членистоногие (более 1,3 млн видов, 78 %), моллюски (более 118 тыс. видов) и позвоночные (более 42 тыс. видов).

## Этимология
Русское слово «животное» образовано от «живот», в прошлом означавшего «жизнь, имущество». В быту под терминами «дикие животные», «домашние животные» часто понимаются только млекопитающие или четвероногие наземные позвоночные (млекопитающие, пресмыкающиеся и земноводные). Однако в науке за термином «животные» закреплено более широкое значение, соответствующее латинскому Animalia (см. выше). В научном смысле к животным, помимо млекопитающих, пресмыкающихся и земноводных, относится огромное множество других организмов: рыбы, птицы, насекомые, паукообразные, моллюски, морские звёзды, черви и другие. Человек также относится к царству животных, отряду плацентарных млекопитающих, приматам, но традиционно изучается отдельной научной дисциплиной - антропологией.
В то же время, в науке термин «животные» иногда предлагается использовать и в ещё более широком значении, подразумевая под животными не таксон, а тип организации — жизненную форму, основанную на подвижности (хотя как раз животные не все подвижны — существуют так называемые сидячие медузы и сидячие ракообразные).

## Происхождение и эволюция животных
Считается, что животные произошли от жгутиковых одноклеточных, а их ближайшими известными живыми родственниками являются хоанофлагеллаты, также известные как воротничковые жгутиконосцы, морфологически сходные с хоаноцитами некоторых губок. Молекулярные исследования определили место животных в надгруппе Opisthokonta (заднежгутиковые), куда также включают хоанофлагеллат, грибы и небольшое количество паразитических протист. Название Opisthokonta обозначает заднее расположение жгутика в подвижной клетке, как у большинства сперматозоидов животных, в то время как другие эукариоты, как правило, имеют передний жгутик.

### Первые животные
Точная дата происхождения первых животных пока не установлена. Самые ранние ископаемые останки, которые с большой вероятностью можно отнести к животным, были найдены в отложениях возрастом 665 млн лет в формации Трезона в Южной Австралии, что соответствует позднему криогеновому периоду. По внешнему виду эти останки напоминают современные губки. В других отложениях возрастом 650 млн лет назад были найдены молекулы 24-изопропилхолестана, которые выделяются только губками и водорослями подкласса Pelagophycidae. Согласно молекулярным исследованиям, вышеупомянутые водоросли появились в фанерозое, а губки — в неопротерозое, что говорит о том, что найденные молекулы были выделены ранними губками.
В следующем после криогенового эдиакарском периоде останки ранних животных встречаются куда чаще. В это время на Земле жили организмы, которые коллективно принято называть эдиакарской биотой. Большинство из них сильно отличалось от современных групп животных, а их родство с современными типами животных до сих пор не установлено. Более того, некоторыми учёными оспаривалась принадлежность этих организмов к животным в принципе. К таким организмам относятся в том числе чарния, дикинсония и сприггина. Изначально включение этих организмов в царство животных было предметом споров, но открытие в 2018 году в останках дикинсонии молекул холестерина установило принадлежность этих организмов к животным.
В эдиакарском периоде также появились и первые представители современных типов животных. Одним из таких является Auroralumina attenboroughii, живший около 560 млн лет назад и являющийся одним из самых ранних известных стрекающих и самым ранним известным хищным животным. В случае с другими типами животных ситуация более неоднозначная. В отложениях возрастом 555 млн лет были найдены останки кимбереллы, которая внешне напоминает брюхоногих моллюсков. Такая принадлежность, как и в принципе связь с первичноротыми, оспаривается, но среди учёных нет сомнений, что кимберелла относится к двусторонне-симметричным животным.

### Гипотезы о более раннем появлении животных
Молекулярными исследованиями подтверждается, что животные появились в середине тонийского периода (около 900 млн лет назад). Однако существуют доказательства существования многоклеточных организмов и до этого времени. Отпечатки под названием Grypania в виде спиралевидных углеродистых лент были найдены в породах возрастом 1,9—1,4 млрд лет в окрестностях озера Верхнего. Принадлежность находки к животным небесспорно. Некоторые исследователи считают её остатками примитивных многоклеточных водорослей-эукариотов или высокоразвитой колонией цианобактерий. Ещё одно предположительное древнее животное носит название Horodyskia, найдено в отложениях возрастом 1,44 млрд лет в Северной Америке и 1,4—1,07 млрд лет в Австралии. В Китае и России были найдены отпечатки нескольких небольших организмов возрастом от 1 млрд до 840 млн лет назад, получившие название «хуайнаньская биота». Одним из первых животных также часто считают вероятную губку Otavia, датирующуюся от 760 до 550 млн лет назад, но такая принадлежность организма к губкам оспаривается.
Большинство известных современных типов животных более или менее одновременно появились в кембрийском периоде, около 542 млн лет назад. Это событие — кембрийский взрыв — было вызвано либо быстрой дивергенцией групп, либо таким изменением условий, которое сделало возможным окаменение. Однако некоторые палеонтологи и геологи предполагают, что животные появились значительно раньше, чем считалось ранее, возможно, даже 1 миллиард лет назад — в начале тония. На это указывает сокращение разнообразия строматолитов примерно в это время. Кроме того, из тонийских отложений известны отпечатки и норы, которые свидетельствуют о наличии крупных (около 5 мм в ширину) трёхслойных червей, сложных, как земляные черви. Однако такую интерпретацию этих следов поставило под сомнение открытие того, что очень похожие следы на дне оставляют сегодня гигантские одноклеточные протисты Gromia sphaerica.

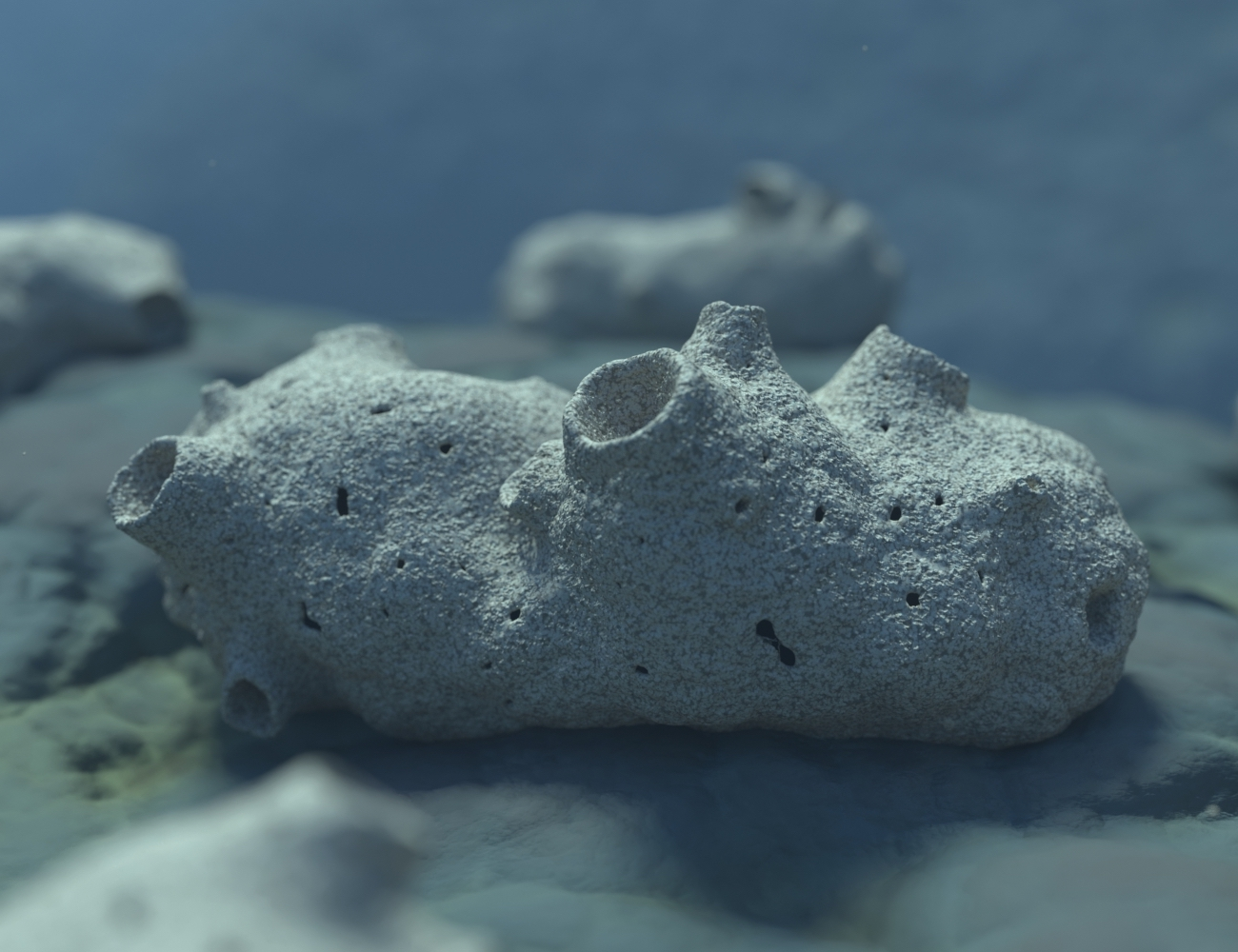
Otavia antiqua некоторыми учёными считается самым ранним из известных животных
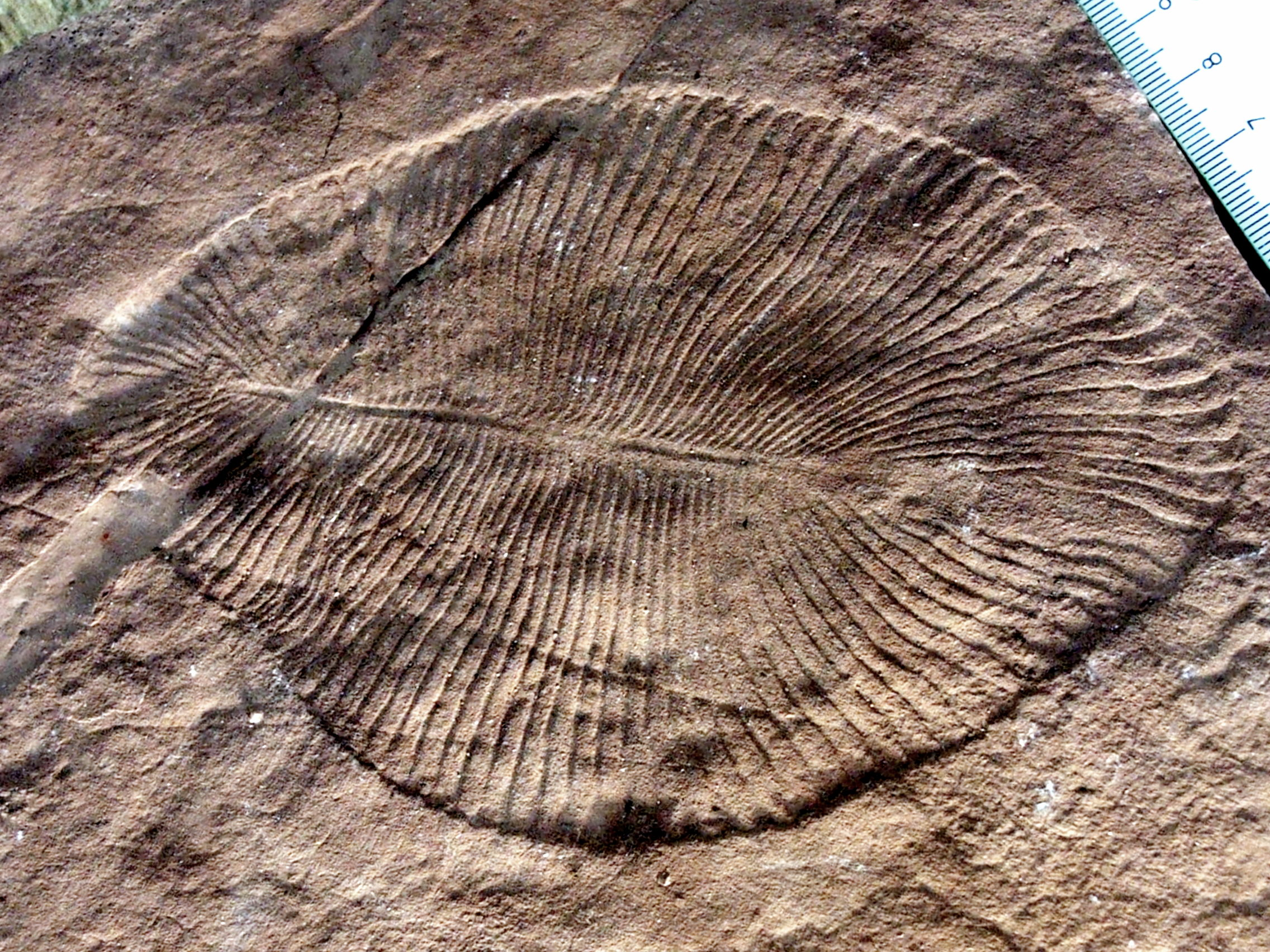
Дикинсония (Dickinsonia  costata) — одно из самых ранних известных науке животных, жившее в позднем эдиакарском периоде
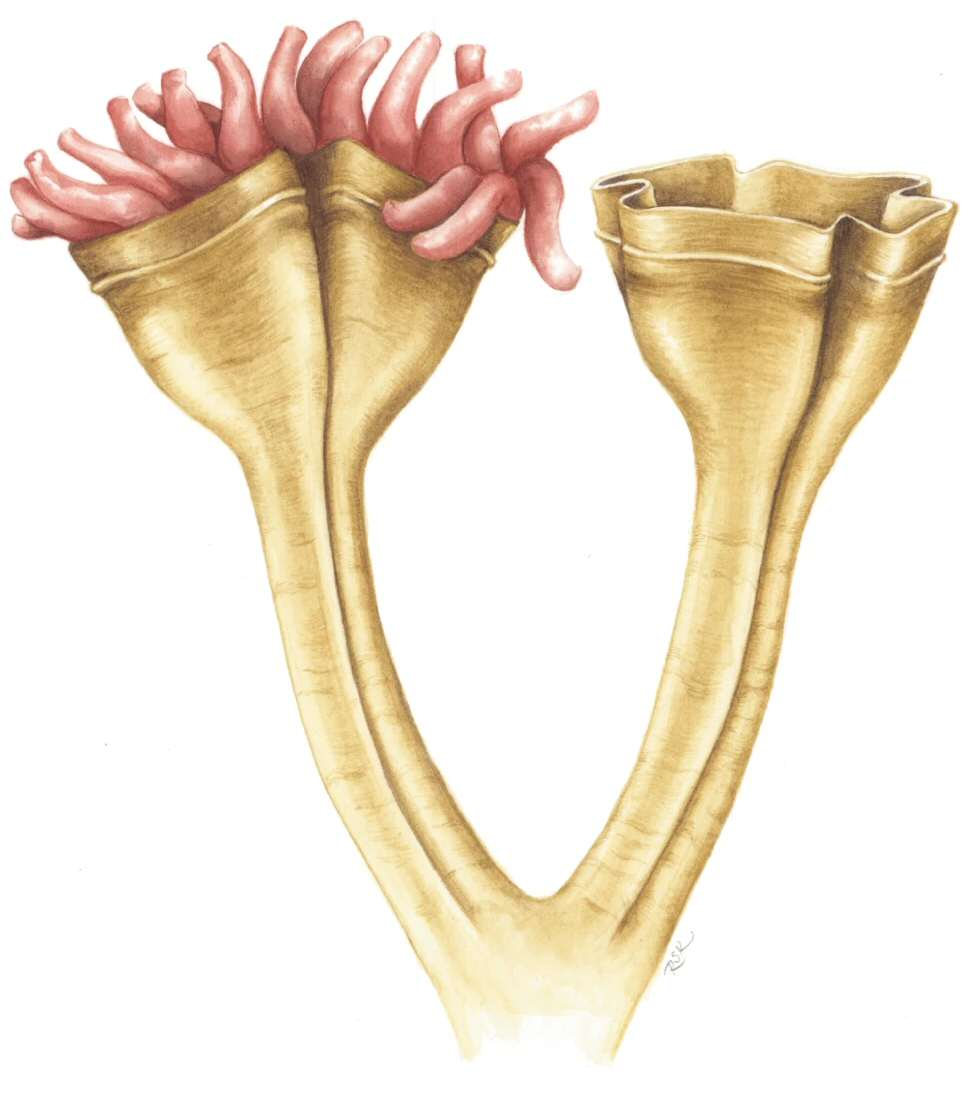
Auroralumina attenboroughii — примитивное стрекающее из эдиакарского периода
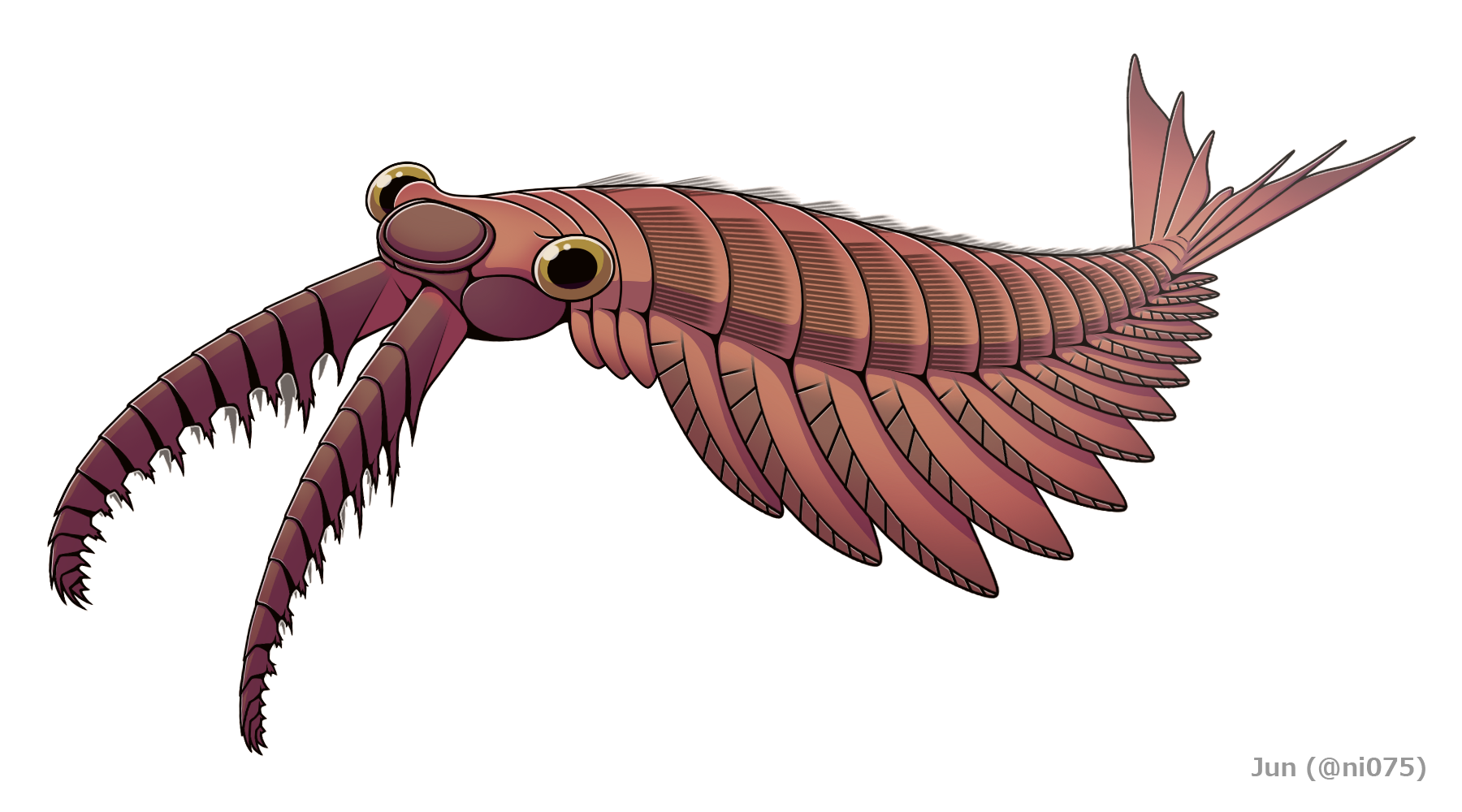
Аномалокарис — хищное членистоногое из раннего кембрийского периода

## Описание
Все животные являются гетеротрофами — они прямо или косвенно питаются другими живыми организмами. По предпочтительному источнику энергии животные делятся на растительноядных, плотоядных (в том числе падальщиков), всеядных и паразитов.
Животные сильно различаются по продолжительности жизни. Среди самых долгоживущих — колония кораллов Savalia savaglia, чей возраст составляет 2700 лет, а гидры, гипотетически, бессмертны, и не погибают из-за старения, что было установлено в ходе четырёхлетнего эксперимента.

## Взаимодействие c человеком
Человеческая популяция использует большое количество различных видов животных для производства продовольствия как домашних животных в животноводстве, а также промысла в дикой природе, главным образом в море. В морях и океанах, а также в пресноводных водоёмах добываются тысячи видов рыб и беспозвоночных (включая ракообразных, моллюсков и иглокожих). Объёмы мировой добычи рыбы и беспозвоночных в 2016 году составили около 91 млн тонн. Мировая продукция аквакультуры в 2016 году превысила 80 млн тонн. Сельскохозяйственные животные (коровы, овцы, свиньи, куры и т. д.) содержатся человеком для получения продуктов питания (мясо, жир, молоко, яйца, мёд), сырья производства (шерсть, шёлк, пух, кожа, мех, щетина, кости, перья), а также выполнения транспортных и рабочих функций (тяговые, вьючные).

## Классификация

### История классифицирования животного мира

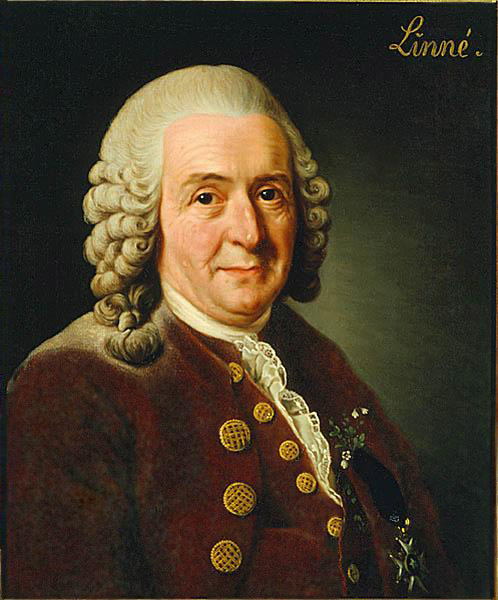
Карл Линней — создатель единой системы классификации растительного и животного мира, основоположник современной таксономии

Аристотель впервые в собственной отдельной работе «О возникновении животных» предпринял попытку разделить живой мир на растения и животных. Затем последовали труды Карла Линнея — шведского естествоиспытателя и врача, создателя единой системы классификации растительного и животного мира (ещё при жизни принёсшей ему всемирную известность), в которой в значительной степени упорядочены и обобщены знания всего предыдущего периода развития биологической науки. Среди главных заслуг Линнея — определение понятия биологического вида, внедрение в активное употребление биноминальной (бинарной) номенклатуры и установление чёткого соподчинения между систематическими (таксономическими) категориями. Кроме того, Карл Линней является автором первой иерархической классификации живой природы, ставшей основой (базисом) для научной классификации живых организмов. Он разделил природный мир на три «царства»: минеральное, растительное и животное, использовав четыре уровня («ранга»): классы, отряды, роды и виды. Введённый Карлом Линнеем в практику систематики метод формирования научного названия для каждого из видов (так называемые тривиальные названия лат. nomina trivialia, которые позже стали использоваться в качестве видовых эпитетов в биноминальных названиях живых организмов) используется до сих пор (применявшиеся ранее длинные названия, состоящие из большого количества слов, давали описание видов, но не были строго формализованы). Использование латинского названия из двух слов — название рода, затем специфичное имя — позволило отделить номенклатуру от таксономии. В оригинальной схеме Карла Линнея животные были отнесены к одному из трёх царств, разделённому на классы Черви, Насекомые, Рыбы, Гады (позднее Амфибии и Пресмыкающиеся), Птицы и Млекопитающие. С тех пор последние четыре класса были объединены в один тип — хордовые, в то время как остальные классы были отнесены к беспозвоночным. В 1874 году немецкий биолог Эрнст Геккель разделил животных на многоклеточных Metazoa (теперь синоним Animalia) и простейших, которые больше не считались животными.

### Биологическая систематика
В приведённой версии классификации насчитывается 32 типа современных животных (слово «тип» не указывается). Далее описаны некоторые альтернативные классификации:
- Подцарство Прометазои (Prometazoa)
  - Губки (Porifera, или Spongia) — около 8000 видов
  - Пластинчатые (Placozoa) — 3 вида
- Подцарство Эуметазои или настоящие многоклеточные (Eumetazoa)
  - Гребневики (Ctenophora) — 100—150 видов
  - Стрекающие, или книдарии (Cnidaria) — около 11 тысяч видов
  - Двусторонне-симметричные (Bilateria)
    - Xenacoelomorpha — около 400 видов
    - Первичноротые (Protostomia)
      - Щетинкочелюстные (Chaetognatha) — около 120 видов
      - Дициемиды (Dicyemida) — 70—75 видов
      - Ортонектиды (Orthonectida) — около 30 видов
      - Плоские черви (Plathelmintes) — около 25 тысяч видов
      - Брюхоресничные черви, или гастротрихи (Gastrotricha) — около 600 видов
      - Гнатостомулиды (Gnathostomulida) — около 100 видов
      - Micrognathozoa — единственный вид — Limnognathia maerski
      - Скребни, или акантоцефалы (Acanthocephala) — около 750 видов
      - Коловратки (Rotatoria, или Rotifera) — около 1500 видов
      - Внутрипорошицевые (Entoprocta) — около 150 видов
      - Циклиофоры (Cycliophora) — 3 вида
      - Мшанки (Bryozoa, или Ectoprocta) — около 5000 видов
      - Форониды (Phoronida) — 12 видов
      - Плеченогие, или брахиоподы (Brachiopoda) — примерно 280 современных и 30 тысяч вымерших видов
      - Немертины (Nemertina, или Nemertini) — около 1000 видов
      - Сипункулиды (Sipuncula) — 144—320 видов
      - Кольчатые черви, или кольчецы, или аннелиды (Annelida) — более 12 тысяч видов
      - Моллюски, или мягкотелые (Mollusca) — более 150 тысяч видов
      - Scalidophora — около 300 видов
      - Нематоды, или круглые черви (Nematoda) — описано около 80 тысяч видов, общее число видов, предположительно, — около миллиона
      - Волосатики (Nematomorpha, или Gordiacea) — около 320 видов
      - Тихоходки (Tardigrada) — более 900 видов
      - Онихофоры, или первичнотрахейные (Onychophora) — около 100 видов
      - Членистоногие (Arthropoda): насекомые (более 1 млн видов), паукообразные (около 114 тысяч видов), ракообразные (около 73 тысяч видов) и др.

    - Вторичноротые (Deuterostomia)
      - Иглокожие (Echinodermata) — около 7000 видов: морские звёзды (около 1600 видов), морские ежи (около 940 видов) и др.
      - Полухордовые (Hemichordata) — 130 видов
      - Хордовые (Chordata) — около 51 тысяч видов: млекопитающие (до 5400 видов), птицы (около 10,7 тысяч видов) и др.

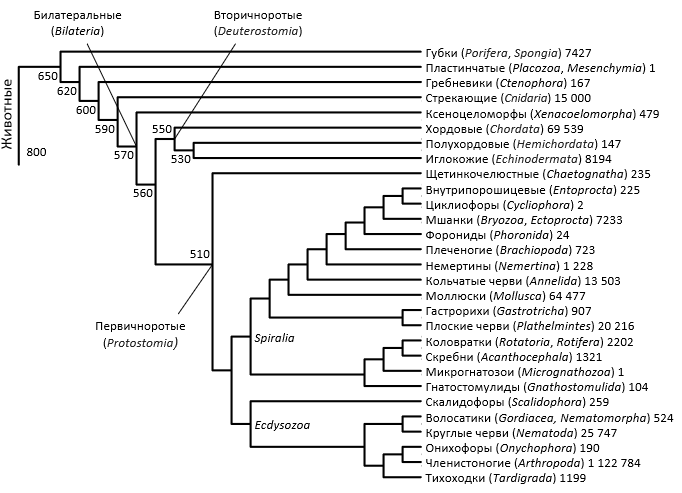
Филогенетическое дерево современных типов животных. Цифры в узлах дерева показывают ориентировочное время расхождения филогенетических групп (млн лет) по данным молекулярной филогенетики. Цифры после названий типов обозначают число известных видов. Все данные по http://www.onezoom.org/ на момент создания рисунка

#### Филогенетическая систематика
|  | Гребневики |
|  |            |
|  | Стрекающие |
|  |            |

|  | Линяющие   |
|  |            |
|  | Спиральные |
|  |            |

|  | Иглокожие    |
|  |              |
|  | Полухордовые |
|  |              |

|            | Бесчерепные                                                |
|            |                                                            |
| Olfactores | \| \| Позвоночные \| \| \| \| \| \| Оболочники \| \| \| \| |
|            | \| \| Позвоночные \| \| \| \| \| \| Оболочники \| \| \| \| |
|            | Позвоночные                                                |
|            |                                                            |
|            | Оболочники                                                 |
|            |                                                            |

|  | Позвоночные |
|  |             |
|  | Оболочники  |
|  |             |

|  | Иглокожие    |
|  |              |
|  | Полухордовые |
|  |              |

|            | Бесчерепные                                                |
|            |                                                            |
| Olfactores | \| \| Позвоночные \| \| \| \| \| \| Оболочники \| \| \| \| |
|            | \| \| Позвоночные \| \| \| \| \| \| Оболочники \| \| \| \| |
|            | Позвоночные                                                |
|            |                                                            |
|            | Оболочники                                                 |
|            |                                                            |

|  | Позвоночные |
|  |             |
|  | Оболочники  |
|  |             |

|  | Линяющие   |
|  |            |
|  | Спиральные |
|  |            |

|  | Иглокожие    |
|  |              |
|  | Полухордовые |
|  |              |

|            | Бесчерепные                                                |
|            |                                                            |
| Olfactores | \| \| Позвоночные \| \| \| \| \| \| Оболочники \| \| \| \| |
|            | \| \| Позвоночные \| \| \| \| \| \| Оболочники \| \| \| \| |
|            | Позвоночные                                                |
|            |                                                            |
|            | Оболочники                                                 |
|            |                                                            |

|  | Позвоночные |
|  |             |
|  | Оболочники  |
|  |             |

|  | Иглокожие    |
|  |              |
|  | Полухордовые |
|  |              |

|            | Бесчерепные                                                |
|            |                                                            |
| Olfactores | \| \| Позвоночные \| \| \| \| \| \| Оболочники \| \| \| \| |
|            | \| \| Позвоночные \| \| \| \| \| \| Оболочники \| \| \| \| |
|            | Позвоночные                                                |
|            |                                                            |
|            | Оболочники                                                 |
|            |                                                            |

|  | Позвоночные |
|  |             |
|  | Оболочники  |
|  |             |

|  | Гребневики |
|  |            |
|  | Стрекающие |
|  |            |

|  | Линяющие   |
|  |            |
|  | Спиральные |
|  |            |

|  | Иглокожие    |
|  |              |
|  | Полухордовые |
|  |              |

|            | Бесчерепные                                                |
|            |                                                            |
| Olfactores | \| \| Позвоночные \| \| \| \| \| \| Оболочники \| \| \| \| |
|            | \| \| Позвоночные \| \| \| \| \| \| Оболочники \| \| \| \| |
|            | Позвоночные                                                |
|            |                                                            |
|            | Оболочники                                                 |
|            |                                                            |

|  | Позвоночные |
|  |             |
|  | Оболочники  |
|  |             |

|  | Иглокожие    |
|  |              |
|  | Полухордовые |
|  |              |

|            | Бесчерепные                                                |
|            |                                                            |
| Olfactores | \| \| Позвоночные \| \| \| \| \| \| Оболочники \| \| \| \| |
|            | \| \| Позвоночные \| \| \| \| \| \| Оболочники \| \| \| \| |
|            | Позвоночные                                                |
|            |                                                            |
|            | Оболочники                                                 |
|            |                                                            |

|  | Позвоночные |
|  |             |
|  | Оболочники  |
|  |             |

|  | Линяющие   |
|  |            |
|  | Спиральные |
|  |            |

|  | Иглокожие    |
|  |              |
|  | Полухордовые |
|  |              |

|            | Бесчерепные                                                |
|            |                                                            |
| Olfactores | \| \| Позвоночные \| \| \| \| \| \| Оболочники \| \| \| \| |
|            | \| \| Позвоночные \| \| \| \| \| \| Оболочники \| \| \| \| |
|            | Позвоночные                                                |
|            |                                                            |
|            | Оболочники                                                 |
|            |                                                            |

|  | Позвоночные |
|  |             |
|  | Оболочники  |
|  |             |

|  | Иглокожие    |
|  |              |
|  | Полухордовые |
|  |              |

|            | Бесчерепные                                                |
|            |                                                            |
| Olfactores | \| \| Позвоночные \| \| \| \| \| \| Оболочники \| \| \| \| |
|            | \| \| Позвоночные \| \| \| \| \| \| Оболочники \| \| \| \| |
|            | Позвоночные                                                |
|            |                                                            |
|            | Оболочники                                                 |
|            |                                                            |

|  | Позвоночные |
|  |             |
|  | Оболочники  |
|  |             |

|  | Гребневики |
|  |            |
|  | Стрекающие |
|  |            |

|  | Линяющие   |
|  |            |
|  | Спиральные |
|  |            |

|  | Иглокожие    |
|  |              |
|  | Полухордовые |
|  |              |

|            | Бесчерепные                                                |
|            |                                                            |
| Olfactores | \| \| Позвоночные \| \| \| \| \| \| Оболочники \| \| \| \| |
|            | \| \| Позвоночные \| \| \| \| \| \| Оболочники \| \| \| \| |
|            | Позвоночные                                                |
|            |                                                            |
|            | Оболочники                                                 |
|            |                                                            |

|  | Позвоночные |
|  |             |
|  | Оболочники  |
|  |             |

|  | Иглокожие    |
|  |              |
|  | Полухордовые |
|  |              |

|            | Бесчерепные                                                |
|            |                                                            |
| Olfactores | \| \| Позвоночные \| \| \| \| \| \| Оболочники \| \| \| \| |
|            | \| \| Позвоночные \| \| \| \| \| \| Оболочники \| \| \| \| |
|            | Позвоночные                                                |
|            |                                                            |
|            | Оболочники                                                 |
|            |                                                            |

|  | Позвоночные |
|  |             |
|  | Оболочники  |
|  |             |

|  | Линяющие   |
|  |            |
|  | Спиральные |
|  |            |

|  | Иглокожие    |
|  |              |
|  | Полухордовые |
|  |              |

|            | Бесчерепные                                                |
|            |                                                            |
| Olfactores | \| \| Позвоночные \| \| \| \| \| \| Оболочники \| \| \| \| |
|            | \| \| Позвоночные \| \| \| \| \| \| Оболочники \| \| \| \| |
|            | Позвоночные                                                |
|            |                                                            |
|            | Оболочники                                                 |
|            |                                                            |

|  | Позвоночные |
|  |             |
|  | Оболочники  |
|  |             |

|  | Иглокожие    |
|  |              |
|  | Полухордовые |
|  |              |

|            | Бесчерепные                                                |
|            |                                                            |
| Olfactores | \| \| Позвоночные \| \| \| \| \| \| Оболочники \| \| \| \| |
|            | \| \| Позвоночные \| \| \| \| \| \| Оболочники \| \| \| \| |
|            | Позвоночные                                                |
|            |                                                            |
|            | Оболочники                                                 |
|            |                                                            |

|  | Позвоночные |
|  |             |
|  | Оболочники  |
|  |             |

|  | Гребневики |
|  |            |
|  | Стрекающие |
|  |            |

|  | Линяющие   |
|  |            |
|  | Спиральные |
|  |            |

|  | Иглокожие    |
|  |              |
|  | Полухордовые |
|  |              |

|            | Бесчерепные                                                |
|            |                                                            |
| Olfactores | \| \| Позвоночные \| \| \| \| \| \| Оболочники \| \| \| \| |
|            | \| \| Позвоночные \| \| \| \| \| \| Оболочники \| \| \| \| |
|            | Позвоночные                                                |
|            |                                                            |
|            | Оболочники                                                 |
|            |                                                            |

|  | Позвоночные |
|  |             |
|  | Оболочники  |
|  |             |

|  | Иглокожие    |
|  |              |
|  | Полухордовые |
|  |              |

|            | Бесчерепные                                                |
|            |                                                            |
| Olfactores | \| \| Позвоночные \| \| \| \| \| \| Оболочники \| \| \| \| |
|            | \| \| Позвоночные \| \| \| \| \| \| Оболочники \| \| \| \| |
|            | Позвоночные                                                |
|            |                                                            |
|            | Оболочники                                                 |
|            |                                                            |

|  | Позвоночные |
|  |             |
|  | Оболочники  |
|  |             |

|  | Линяющие   |
|  |            |
|  | Спиральные |
|  |            |

|  | Иглокожие    |
|  |              |
|  | Полухордовые |
|  |              |

|            | Бесчерепные                                                |
|            |                                                            |
| Olfactores | \| \| Позвоночные \| \| \| \| \| \| Оболочники \| \| \| \| |
|            | \| \| Позвоночные \| \| \| \| \| \| Оболочники \| \| \| \| |
|            | Позвоночные                                                |
|            |                                                            |
|            | Оболочники                                                 |
|            |                                                            |

|  | Позвоночные |
|  |             |
|  | Оболочники  |
|  |             |

|  | Иглокожие    |
|  |              |
|  | Полухордовые |
|  |              |

|            | Бесчерепные                                                |
|            |                                                            |
| Olfactores | \| \| Позвоночные \| \| \| \| \| \| Оболочники \| \| \| \| |
|            | \| \| Позвоночные \| \| \| \| \| \| Оболочники \| \| \| \| |
|            | Позвоночные                                                |
|            |                                                            |
|            | Оболочники                                                 |
|            |                                                            |

|  | Позвоночные |
|  |             |
|  | Оболочники  |
|  |             |

### Альтернативные варианты классификации
Классификация царства животных не является устоявшейся и существует множество вариантов. Иногда простейших относят к животным в качестве подцарства на основании того, что они (в большинстве) являются гетеротрофными активно передвигающимися организмами. Но с другой стороны, простейшие зачастую в не меньшей степени обладают признаками растений и занимают в некотором смысле промежуточное положение между животными и растениями. Поэтому протистов также выделяют в отдельное царство (или несколько царств). В некоторых классификациях выделялось подцарство Агнотозои, включающее плакозоев, ортонектид и дициемид.
Кроме того, количество и состав типов подвергаются различным изменениям. Вот лишь некоторые возможные вариации на тему типов:
- Книдарий и гребневиков могут объединять в один тип (кишечнополостные).
- Нематод, брюхоресничных червей, киноринхов, волосатиков, коловраток и иногда приапулид объединяют в качестве классов в одном типе первичнополостные черви или круглые черви (явно устаревшая классификация).
- Нематод, волосатиков и брюхоресничных червей относят к типу круглые черви (Nemathelminthes).
- Классы головохоботных — приапулид, киноринхов и лорицифер рассматривают в качестве отдельных типов.
- Форонид, мшанок и плеченогих объединяют в тип щупальцевые или лофофоровые с тремя соответствующими классами.
- Полухордовые ранее считались подтипом хордовых.
- Оболочники нередко рассматривались в качестве отдельного типа.
- Во многих руководствах в качестве отдельного типа вторичноротых рассматриваются погонофоры.
- Ортонектиды и дициемиды могут рассматриваться как один тип мезозои (явно устаревшая классификация).
- В состав животных включается тип Myxozoa, который ранее относили к протистам.

## Группы животных

### Первичноротые

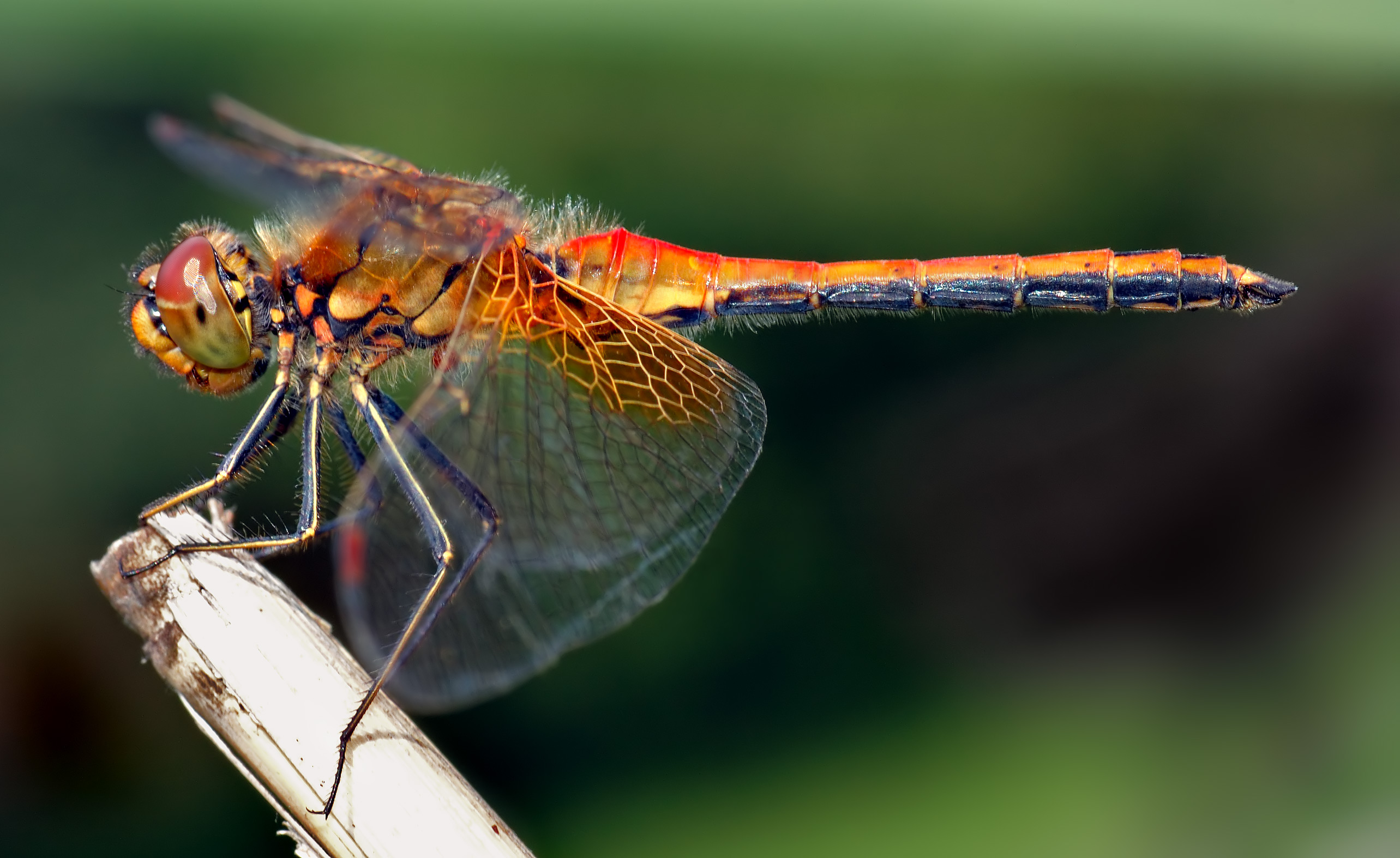
Жёлтокрылая стрекоза-метальщица (Sympetrum flaveolum)

Первичноро́тые (лат. Protostomia) — таксон многоклеточных животных из группы Bilateria. В период зародышевого развития на месте их первичного рта (бластопора) образуется рот или, при щелевидном замыкании бластопора, рот и анальное отверстие. Этим они отличаются от вторичноротых, у которых на месте бластопора образуется анальное отверстие, а ротовое возникает позже в другом месте.

#### Спиральные

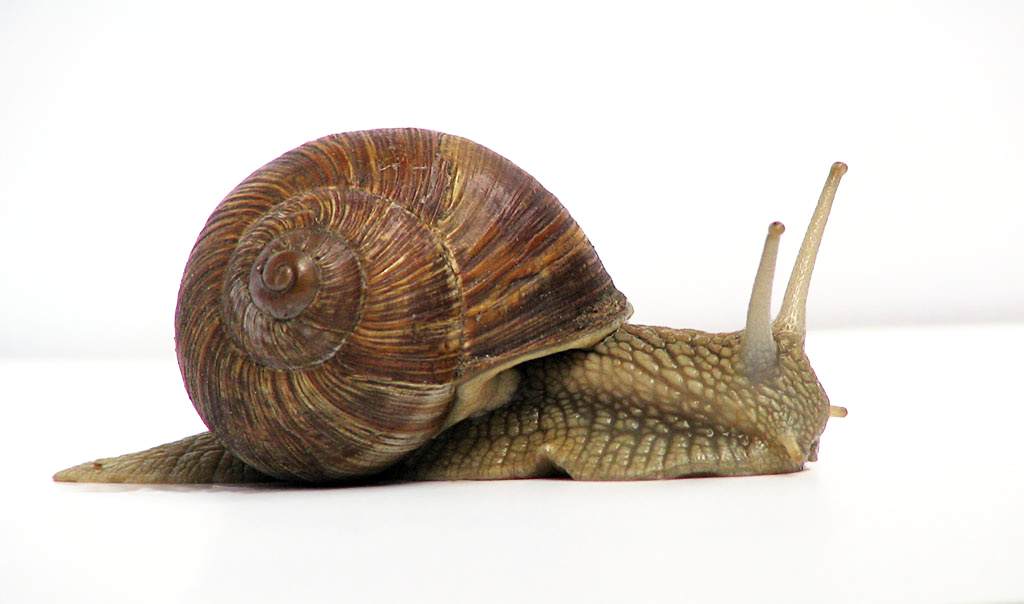
Виноградная улитка (Helix pomatia)

Спира́льные (лат. Spiralia) — огромная группа беспозвоночных животных, включающая моллюсков и кольчатых червей. Первые включают, в частности, улиток, двустворок и кальмаров, а вторые — дождевых червей и пиявок. При этом кольчатых червей (ввиду сегментированности их тела) считали ближе к членистоногим. Группу предложил в 1995 году Kenneth M. Halanych на основе молекулярных исследований. Молекулярные данные, например, эволюция маленьких субъединиц рРНК, доказывают монофилию типов этого надтипа.

#### Panarthropoda
Panarthropoda (лат.) — таксон беспозвоночных из группы первичноротых (Protostomia), объединяющий членистоногих, тихоходок, онихофор, включая вымершую группу ксенузий.
Общие черты строения Panarthropoda подчинены законам метамерной симметрии: тело организма включает несколько сходных элементов — сегментов — расположенных друг за другом вдоль оси тела. Одно из наиболее заметных проявлений сегментации — расположение парных конечностей, которые у всех Panarthropoda первоначально были вооружены твёрдыми коготками. Метамерия характерна и для внутренних органов: мышц, приводящих в движение конечности, органов выделения и элементов нервной системы. Морфология Panathropoda очень разнообразна, так что нередко установление гомологичных черт облика конкретного представителя с описанным выше планом строения оказывается затруднено.

### Вторичноротые
Вторичноро́тые (лат. Deuterostomia) — группа многоклеточных животных из группы Bilateria, включает полухордовых, иглокожих и хордовых. Термин введён немецким зоологом К. Гроббеном (1908). У вторичноротых в период зародышевого развития на месте первичного рта (бластопора) образуется анальное отверстие, а собственно рот независимо появляется в передней части тела. Есть вторичная полость тела (целом). К ним относятся в том числе и наиболее прогрессивные (с позиции эволюционного учения) животные — позвоночные (подтип хордовых). Однако происхождение вторичноротых неясно. Возможно, они произошли от радиальных (кишечнополостных) животных независимо от первичноротых. Согласно другим гипотезам, предками вторичноротых были представители одного из примитивных типов первичноротых, объединяемых в группу низших червей. Но последние данные молекулярных исследований говорят в пользу первой версии.

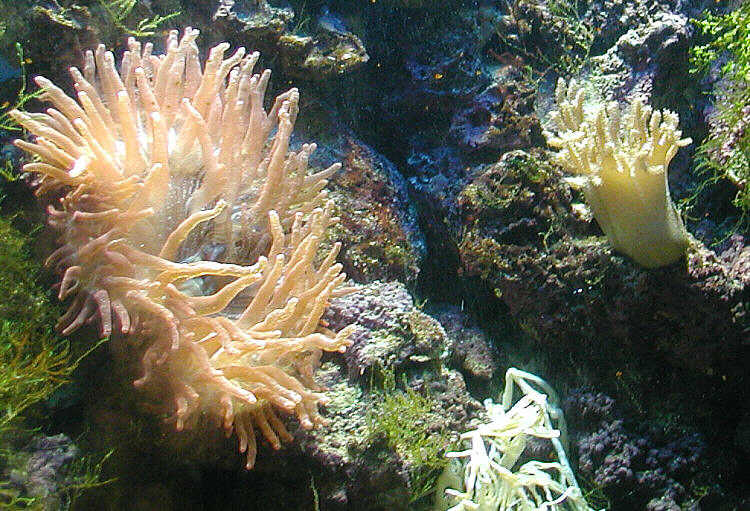
Морской анемон — Кишечнополостные
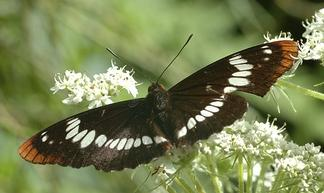
Бабочка — Насекомые
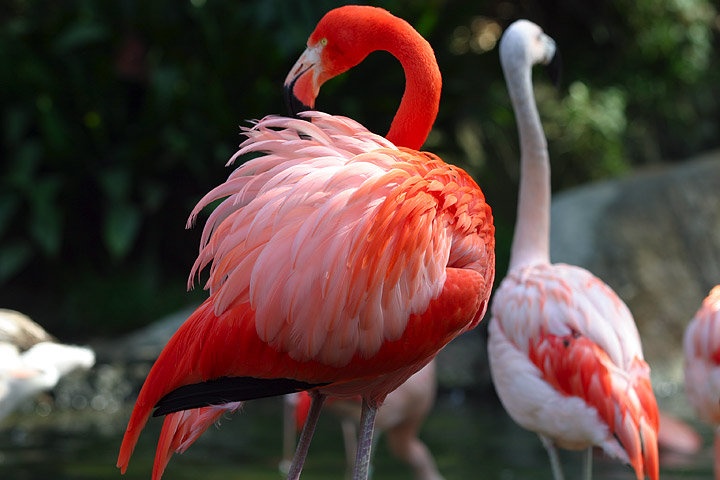
Фламинго — Птицы
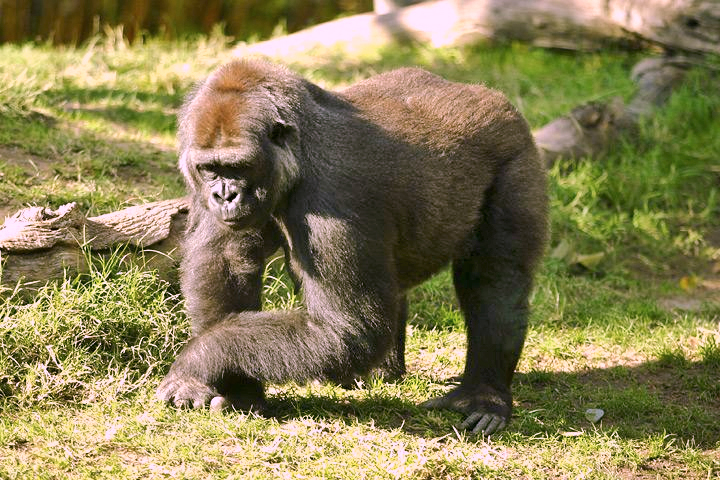
Горилла — Млекопитающие